# 오키고촌
오키고촌(沖郷村)은 야마가타현 히가시오키타마군에 있던 촌이다. 현재의 난요시 중심부의 서방일대에 해당한다.

## 역사
- 1889년 4월 1일 - 정촌제 시행에 의해 16촌의 구역을 가지고 성립하였다.
- 1955년 4월 1일 - 린고촌과 합병해 와고촌이 성립, 동일 오키고촌은 폐지되었다.

## 교통

### 철도
- 일본국유철도
  - 오우 본선
  - 나가이선 (현・야마가타 철도 플라워 나가이선)

### 도로
- 오타키 가도  국도 제113호선)

## 참고문헌
- 角川日本地名大辞典 6 山形県